# Hubertella orientalis
Hubertella orientalis là một loài nhện trong họ Linyphiidae.
Loài này thuộc chi Hubertella. Hubertella orientalis được miêu tả năm 1977 bởi Georgescu.